# リヴィング・プルーフ (バディ・ガイのアルバム)
『リヴィング・プルーフ』（Living Proof）は、アメリカ合衆国のブルース・ミュージシャン、バディ・ガイが2010年に発表したスタジオ・アルバム。

## 背景
ガイは本作の「ステイ・アラウンド・ア・リトル・ロンガー」において、スタジオ録音では初となるB.B.キングとの共演を果たした。また、「ホエア・ザ・ブルース・ビギンズ」にはカルロス・サンタナがゲスト参加した。なお、サンタナは以前にも、ガイのアルバム『ブリング・エム・イン』（2005年）収録曲「アイ・プット・ア・スペル・オン・ユー」において、ギターとプロデュースで参加している。

## 反響・評価
アメリカの総合アルバム・チャートBillboard 200では46位に達し、ガイのアルバムとしては初の全米トップ50入りを果たした。また、『ビルボード』のブルース・アルバム・チャートでは自身3作目の1位獲得アルバムとなり、トップ・ロック・アルバムでは最高10位を記録した。
第53回グラミー賞では最優秀コンテンポラリー・ブルース・アルバム賞を受賞し、自身6度目、7年ぶりのグラミー受賞を果たした。
Stephen Thomas Erlewineはオールミュージックにおいて5点満点中4点を付け「『リヴィング・プルーフ』のセールス・ポイントはやはり、年齢を重ねるごとに騒々しく、汚らしく、そしてとんでもなくなっていった、ガイ自身のギターである」と評している。マーク・ケンプは2010年10月26日付の『ローリング・ストーン』誌のレビューで5点満点中3.5点を付け「焼け付くようなストラトキャスターの"Key Don't Fit"から、テレキャスターが鋭利に突き刺してくるタイトル曲まで、ガイがここ何年かの間に生み出してきたブルースの中でも、最高の曲が集められている」と評している。また、『CDジャーナル』のミニ・レビューでは「肝心なのはこの年齢にしてなお、ギターが炸裂していることで、ギラギラした音色はブルースというよりほぼロック」と評されている。

## 収録曲
特記なき楽曲はトム・ハンブリッジとゲイリー・ニコルズの共作。12.はインストゥルメンタル。
1. 74イヤーズ・ヤング - "74 Years Young" - 4:34
2. サンク・ミー・サムデイ - "Thank Me Someday" (Buddy Guy, Tom Hambridge) - 5:42
3. オン・ザ・ロード - "On the Road" (Richard Fleming, Tom Hambridge) - 4:11
4. ステイ・アラウンド・ア・リトル・ロンガー - "Stay Around a Little Longer" - 5:00
5. キー・ドント・フィット - "Key Don't Fit" - 5:02
6. リヴィング・プルーフ - "Living Proof" (T. Hambridge) - 3:45
7. ホエア・ザ・ブルース・ビギンズ - "Where the Blues Begins" - 4:37
8. トゥー・スーン - "Too Soon" (R. Fleming, B. Guy, T. Hambridge) - 3:26
9. エヴリボディズ・ゴット・トゥ・ゴー - "Everybody's Got to Go" (R. Fleming, B. Guy, T. Hambridge) - 3:57
10. レット・ザ・ドア・ノブ・ヒット・ヤ - "Let the Door Knob Hit Ya" (B. Guy, T. Hambridge) - 3:44
11. ゲス・ホワット - "Guess What" (R. Fleming, T. Hambridge) - 5:44
12. スカンキー - "Skanky" (B. Guy, T. Hambridge) - 4:16

## 参加ミュージシャン
- バディ・ガイ - ボーカル、ギター
- トム・ハンブリッジ（英語版） - ドラムス(all songs)、タンブリン(on #3)、パーカッション(on #7)、バックグラウンド・ボーカル(on #7, #9)
- デヴィッド・グリソム - ギター(all songs)
- リース・ワイナンス - ピアノ(on #1, #2, #4, #5, #8)、ローズ・ピアノ(on #1, #4, #9)、ハモンドオルガン(on #3, #4, #6, #7, #9, #10, #11, #12)、クラビネット(on #3, #12)、ウーリッツァー・ピアノ(on #7)
- マーティ・サモン - ピアノ(on #10)
- マイケル・ローズ - ベース(on #1, #2, #3, #4, #7, #8, #9, #10, #11, #12)
- トミー・マクドナルド - ベース(on #5, #6)
- ジャック・ヘイル - トロンボーン(on #3)
- ウェイン・ジャクソン - トランペット(on #3)
- トム・マッギンリー - テナー・サクソフォーン(on #3)
- ウェンディ・モートン、ベッカ・ブラムレット（英語版） - バックグラウンド・ボーカル(on #6, #7, #9)

ゲスト・ミュージシャン
- B.B.キング - ボーカル、ギター(on #4)
- カルロス・サンタナ - ギター、コンガ(on #7)